# Laurence (Bischof)
Laurence († um 1174) war ein schottischer Geistlicher. Möglicherweise bereits ab 1155, spätestens ab etwa 1160 war er Bischof von Dunblane.
Laurence gilt als erster gesicherter Bischof des schottischen Bistums Dunblane. In einer am 27. Februar 1155 von Papst Hadrian IV. verfassten päpstlichen Bulle wird ein Bischof von Dunblane erwähnt, allerdings wird er nur mit dem Anfangsbuchstaben genannt. Dabei ist umstritten, ob dieser als La oder als M. zu lesen ist. Von diesem M. ist allerdings nichts weiter bekannt. Auch von Laurence ist ebenfalls kaum etwas bekannt. Um 1170 vergab er in einer Urkunde die Rechte der Kirche von Tullibody an Cambuskenneth Abbey. In der Urkunde wird ein Dekan und ein Kathedralkapitel von Dunblane sowie ein Archidiakon Andreas von Muthill erwähnt. Daneben bezeugte er zwischen 1160 und 1162 als Bischof eine Urkunde von Dunfermline Abbey und zwischen 1163 und 1169 eine weitere Urkunde von Bischof Richard von St Andrews.